# Georg Hackenschmidt
Georg Karl Julius Hackenschmidt (Георг Карл Юлиус Гаккеншмидт, 1. srpna 1877 Dorpat – 19. února 1968 Londýn) byl propagátor těžké atletiky, původem baltský Němec. Měřil 175 cm a vážil 99 kg, věnoval se gymnastice, plavání, cyklistice, zápasu, vzpírání a kulturistice.
Absolvoval reálné gymnázium v Dorpatu a pracoval v Lausmannově továrně v Revalu. Jako reprezentant Ruska v roce 1898 ve Vídni vyhrál neoficiální mistrovství Evropy v zápasu. Vytvořil také světový rekord ve vzpírání, když jednou rukou zvedl 115,4 kg. Pak absolvoval armádní službu u Preobraženského pluku a od roku 1900 jezdil po světě jako profesionální zápasník s přezdívkou „Ruský lev“. Stal se sportovním idolem své doby, Theodore Roosevelt o něm prohlásil: „Kdybych nebyl prezidentem Spojených států, chtěl bych být Georgem Hackenschmidtem.“
V roce 1905 se stal historicky prvním profesionálním mistrem světa ve wrestlingu. Neporažen zůstal do roku 1908, kdy ho o titul připravil Frank Gotch. Gotch vyhrál také odvetu v roce 1911, po níž Hackenschmidt ukončil sportovní kariéru a usadil se v Londýně (v roce 1946 získal britské občanství). Vyvinul moderní metody posilování, je po něm pojmenován hack squat, dřep s činkou za zády. Zdůrazňoval, že pro vrcholové sportovce je nutná psychická i fyzická pohoda, k níž vede správná životospráva. Z toho vycházel i jeho filozofický a mystický systém, který propagoval v řadě knih. Ovládal sedm jazyků, známé bylo také jeho přátelství s Harry Houdinim a Georgem Bernardem Shawem. Byl porotcem soutěže Mr. Universe.
V roce 2016 byl posmrtně uveden do Síně slávy World Wrestling Entertainment.